# Karens Minde
Karens Minde er et naturområde i Københavns Sydhavn tæt på Valbyparken. Centralt i området ligger Karens Minde Kulturhus, bygget 1879-1914 som åndssvageinstitution. 
I 1980 overtog Københavns Kommune området og omdannede bygningen til kulturhus og bibliotek. Bag Kulturhuset ligger Børnenes Dyremark, et tilbud til børn og unge hvor de kan passe og kæle for kaniner, geder og katte. 